# Санчес, Фелипе
Фели́пе Са́нчес (исп. Felipe Sánchez; 7 апреля 2004, Рафаэла) — аргентинский футболист, защитник клуба «Шальке 04».

## Биография
Заниматься футболом Фелипе Санчес начал в своем родном городе Рафаэла. В 2021 году он присоединился к молодёжной команде клуба «Химнасия и Эсгрима». Дебют Санчеса на профессиональном уровне состоялся 22 февраля 2023 года в матче Кубка Аргентины. 13 марта 2023 года футболист подписал с клубом свой первый профессиональный контракт.
В июле 2024 стало известно, что Фелипе Санчес переходит в клуб немецкой Второй Бундеслиги «Шальке 04», с которым согласовал контракт до июня 2028 года.